# 安泰寺
安泰寺（あんたいじ）は、兵庫県美方郡新温泉町久斗山にある曹洞宗の坐禅道場である。現在の住職は中村恵光（10代目、2020年～）。

## 沿革

### 開創
1921年、丘宗潭によって曹洞宗宗学研究の学堂として、京都洛北（北区）の玄琢（玄琢北東町3-77）に開創された。以来、第二次世界大戦まで、同宗近代の伝統宗学はこの学堂によって継承発展した。

### 紫竹林参禅道場
第二次世界大戦中には荒廃の一時期もあったが、1949年、沢木興道と内山興正の師弟が入寺し、道元の只管打坐を綿密純粋に行持する「紫竹林参禅道場」として再興した。坐禅と托鉢行に徹した簡素な修行道場はいつしか世に知られるところとなり、参禅の士は日本国内ばかりでなく世界各地から集うようになった。

### 久斗山へ移転
修行者の増加に加えて周囲の宅地化による騒音は坐禅道場としての条件を満たすことができなくなり、また、山の静けさと中国禅の理想でもあった自給自足の生活を求めるため、1976年に安泰寺は現地の但馬地方の久斗山に移転した。周囲を山々に囲まれ、境内地は50haある。2002年から2020年まで、9代目の住職はドイツ人のネルケ無方であった。本項の初版も無方による。現在は3年以上の長期参禅の他、坐禅リトリートも開催している。

## 報道・映画・ドキュメンタリー
2011年6月26日、NHK教育こころの時代に「坐禅は生涯の〝主食〟」というテーマでネルケ無方が出演した。
2016年、ヴェルナー・ペンツェル（Werner Penzel）監督により、『Zen for Nothing（(独語版)）』が制作・公開された（ザビーネ・ティモテオ主演、日本初公開は2018年1月2日）
2021年5月21日、NHKによるドキュメンタリーが BS1スペシャルで公開された（「何も求めず ただ座るだけ〜自給自足の禅寺 安泰寺の1年〜」（2021年5月16日、NHK BS1）。